# Sorocea jureiana
Sorocea jureiana är en mullbärsväxtart som beskrevs av S. Romaniuc Neto. Sorocea jureiana ingår i släktet Sorocea och familjen mullbärsväxter. Inga underarter finns listade i Catalogue of Life.